# Saint-Maurice-de-Lignon
Saint-Maurice-de-Lignon település Franciaországban, Haute-Loire megyében. Lakosainak száma 2666 fő (2022. január 1.). Saint-Maurice-de-Lignon Beaux, Beauzac, Grazac, Monistrol-sur-Loire, Les Villettes és Yssingeaux községekkel határos.

## Népesség
A település népessége az elmúlt években az alábbi módon változott:
| Lakosok száma | 1429 | 1573 | 1635 | 2201 | 2510 | 2561 | 2597 | 2634 | 2623 | 2666 |
|               | 1968 | 1982 | 1990 | 2006 | 2013 | 2015 | 2017 | 2019 | 2020 | 2022 |